# Dugny

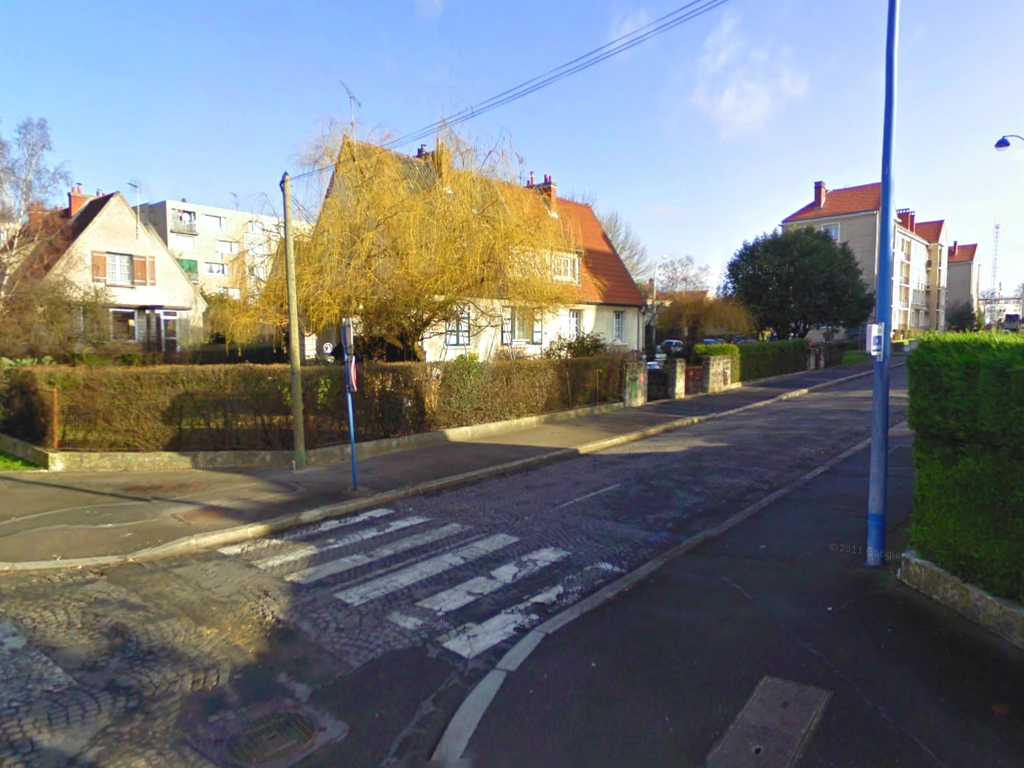

Dugny là một xã trong vùng hành chính Île-de-France, thuộc tỉnh Seine-Saint-Denis, quận Bobigny, tổng Le Bourget. Tọa độ địa lý của xã là 48° 47' vĩ độ bắc, 02° 24' kinh độ đông. Dugny nằm trên độ cao trung bình là m 

## Thông tin nhân khẩu
| 1851 | 1906 | 1954  | 1999  | 2004   |
| ---- | ---- | ----- | ----- | ------ |
| 564  | 618  | 6.960 | 8.641 | 10,336 |

## Địa điểm tham quan
- Viện bảo tàng hàng không và vũ trụ (Musée de l'Air et de l'Espace)

```
==Tham khảo==
```